# Nationalliga B (Eishockey) 1948/49
Die Saison 1948/49 war die zweite reguläre Austragung der Nationalliga B, der zweithöchsten Schweizer Spielklasse im Eishockey. Der Zweitligameister HC Ambrì-Piotta qualifizierte sich für die NLA-Relegation, in der er jedoch am Grashopper Club Zürich scheiterte.

## Final
- EHC Visp – HC Ambrì-Piotta 1:2 (3:2, 0:12, 0:5 Wertung)